# Белявский, Сергей Матвеевич
Сергей Матвеевич Белявский (22 апреля 1912 — 4 апреля 2001) — генерал-майор авиации ВВС СССР, военный педагог, начальник Тамбовского высшего военного авиационного училища лётчиков в 1960—1962 годах.

## Биография
Родился 22 апреля 1912 года в местечке Вырица Гатчинского уезда Санкт-Петербургской губернии (ныне Гатчинский район Ленинградской области).
Окончил 7 классов школу фабрично-заводского ученичества в Ленинграде, работал кузнецом. С 1932 учился в школах лётчиков в Гатчине и Энгельсе. Участвовал в советско-финской войне. На фронт Великой Отечественной войны призван Нарвским районным военкоматом города Ленинград. Служил в составе 241-й бомбардировочной авиационной дивизии, в 72-м смешанном бомбардировочном авиаполку.
После войны окончил Военно-воздушную академию, занимал должность командира авиадивизии. Работал старшим инспектором, начальником отдела Управления анализа и исследования летных происшествий ВВС. В 1960–1962 — начальник Тамбовского высшего военного авиационного училища лётчиков. В отставку вышел 25 мая 1962 года.
Скончался 4 апреля 2001 года в городе Котовск Тамбовской области.

## Награды
- Орден Красного Знамени (трижды)[2][3]
- Орден Отечественной войны I степени[3]
- Орден Красной Звезды (трижды)[2][3]
- Медаль «За победу над Германией в Великой Отечественной войне 1941-1945 гг.»[3]
- Медаль «За победу над Японией»[3]
- Медаль «За боевые заслуги»[3]
- Медаль «За взятие Берлина»[3]